# Palmenasti šaš
Palmenasti šaš (lat. Prionium), rod vazdazelenih poluvodenastih grmova iz porodice Thurniaceae, čija jedina vrsta P. serratum raste na jugu Afrike. 
Naraste do dva metra visine, stabljika je promjera 50 – 100 mm i obično je prekrivena tamnosmeđim, vlaknastim ostacima starog lišća. Listovi su kruti, kožnati i blijedo sivo-zeleni, sa zupčastim rubovima. Cvjetovi su razgranani cvatovi oko 500 mm., mali su i smeđi i javljaju se od rujna do veljače.
Raste po močvarama i uz obale rijeka, a ima ekološku ulogu u stabilizaciji riječnih obala i njenoj zaštiti od erozije.

## Galerija
- P. serratum
- P. serratum
- P. serratum

## Vanjske poveznice
|  | Zajednički poslužitelj ima još gradiva o temi Prionium |
|  | Wikivrste imaju podatke o taksonu Prionium             |